# Augustus Seymour Porter

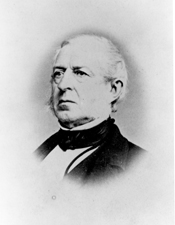
Augustus Seymour Porter

Augustus Seymour Porter (* 18. Januar 1798 in Canandaigua, New York; † 18. September 1872 in Niagara Falls, New York) war ein US-amerikanischer Politiker.
Porter studierte Jura am Union College in Schenectady. Nach seinem Abschluss 1818 wurde er in die Anwaltschaft aufgenommen und praktizierte in Detroit, Michigan. 1838 war er Bürgermeister der Stadt. Am 20. Januar 1840 wurde er für die Whig Party in den US-Senat gewählt und gehörte diesem vom 20. Januar 1840 bis zum 3. März 1845 an. Porter stand nicht für eine erneute Kandidatur zur Verfügung. 1848 zog er nach Niagara Falls, New York in das Haus seines Vaters. Dort starb Porter auch 1872. Er wurde auf dem Oakwood Cemetery beigesetzt.
Augustus Seymour Porter war der Neffe von Peter Buell Porter.